# تقنية عصبية

التقنية العصبية (بالإنجليزية: Neurotechnology)‏ هي أي تقنية لها تأثير أساسي على كيفية فهم الناس للدماغ والجوانب المختلفة للوعي والفكر والأنشطة العليا في الدماغ. تشمل أيضًا التقنيات المصممة لتحسين وإصلاح وظائف الدماغ وتسمح للباحثين والأطباء برؤية الدماغ.

## خلفية
تواجد مجال التقنية العصبية منذ ما يقارب نصف قرن ولكنه لم يصل إلى مرحلة النضج إلا في العشرين عامًا الماضية. أحدث ظهور تصوير الدماغ ثورة في هذا المجال، وسمح للباحثين بمراقبة أنشطة الدماغ مراقبة مباشرة أثناء التجارب. أحدثت التقنية العصبية تأثيرًا كبيرًا على المجتمع رغم أن وجودها شائع جدًا لدرجة أن الكثيرين لا يدركون مدى انتشارها. من الأدوية الصيدلانية وصولًا إلى تصوير الدماغ، تؤثر التقنية العصبية على جميع الصناعيين تقريبًا إما تأثيرًا مباشرًا أو غير مباشر، من أدوية الاكتئاب أو المنومات أو أدوية نقص الانتباه أو مضادات العصاب إلى مسح السرطان وإعادة التأهيل بعد السكتة الدماغية وغير ذلك الكثير.
مع زيادة عمق المجال، يُحتمل أن يتيح للمجتمع التحكم وتسخير المزيد من أعمال الدماغ وكيفية تأثيره على أنماط الحياة والشخصيات. حاولت التقنيات المألوفة أداء هذه المهمة، إذ تعتبر ألعاب مثل برين ايج وبرامج مثل فاست فور وورد الهادفة إلى تحسين وظائف الدماغ، تقنياتٍ عصبية.
في الوقت الحالي، يمكن للعلم الحديث تصوير جميع جوانب الدماغ تقريبًا بالإضافة إلى التحكم في درجة من وظيفة الدماغ. يمكن أن تساعد التقنية في السيطرة على الاكتئاب وفرط النشاط والحرمان من النوم والعديد من الحالات الأخرى. من الناحية العلاجية، قد تساعد في تحسين التنسيق الحركي لدى مرضى السكتة الدماغية، وتحسن وظائف الدماغ، وتقلل نوبات الصرع، وتظهر تحسنًا لدى المرضى المصابين بأمراض الحركة التنكسية (مرض باركنسون ومرض هنتنغتون والتصلب الجانبي الضموري)، وقد يساعد أيضًا في تخفيف الإحساس بالألم الوهمي (الشبح). يعد التقدم في هذا المجال بالعديد من التحسينات الجديدة وطرق إعادة التأهيل للمرضى الذين يعانون من مشاكل عصبية. أدت ثورة التقنية العصبية إلى ظهور مبادرة عقد العقل، التي بدأت في عام 2007. توفر التقنية أيضًا إمكانية الكشف عن آليات نشوء العقل والوعي من الدماغ.

## التقنيات الحالية

### التصوير الحي
يعد تخطيط الدماغ المغناطيسي تقنية تصوير عصبي وظيفية لرسم خرائط لنشاط الدماغ عن طريق تسجيل المجالات المغناطيسية التي تنتج عن التيارات الكهربائية الناشئة نشوءًا طبيعيًا في الدماغ، وذلك باستخدام مقاييس مغناطيسية حساسة للغاية. تعد خطوط سكويد (أجهزة التداخل الكمومي فائقة التوصيل) أكثر المقاييس المغناطيسية شيوعًا. تشمل تطبيقات تخطيط الدماغ المغناطيسي البحث الأساسي في عمليات الدماغ الإدراكية والمعرفية، وتحديد المناطق المتأثرة مرضيًا قبل الإزالة الجراحية، ويحدد ذلك وظيفة أجزاء مختلفة من الدماغ، والارتجاع العصبي. يمكن تطبيق هذه التقنية في بيئة سريرية للعثور على مواقع الشذوذ وكذلك في بيئة تجريبية لقياس نشاط الدماغ ببساطة.
يستخدم التصوير بالرنين المغناطيسي (إم آر آي) لمسح الدماغ وتحري البنية الطوبولوجية ومعالم الدماغ، ويمكن استخدامه أيضًا لتصوير نشاط الدماغ. تتواجد المعلومات حول كيفية عمل الرنين المغناطيسي في مقال التصوير بالرنين المغناطيسي الفعلي، ولكن تمتد استخدامات التصوير بالرنين المغناطيسي لمدى بعيد في دراسة علم الأعصاب. يعتبر الرنين المغناطيسي تقنيةً أساسية في دراسة العقل، خاصة مع ظهور التصوير بالرنين المغناطيسي الوظيفي (إف إم آر آي). يقيس التصوير بالرنين المغناطيسي الوظيفي مستويات الأكسجين في الدماغ خلال النشاط (محتوى أعلى من الأكسجين = نشاط عصبي) ويسمح للباحثين بفهم المواقع المسؤولة عن النشاط باستخدام التصوير بالرنين المغناطيسي، وما يزال من الممكن استخدام التصوير المقطعي المحوسب بصفته وضعًا يكشف عن نشاط الدماغ وأذيته. يمكن للباحثين اكتشاف العلامات الشعاعية للنشاط في الدماغ باستخدام الأشعة السينية بصفتها أداة لتحديد الروابط في الدماغ وللكشف أيضًا عن العديد من الإصابات والأمراض التي يمكن أن تسبب ضررًا دائمًا في الدماغ مثل تمدد الأوعية الدموية والتنكس والسرطان.
يعتبر التصوير المقطعي بالإصدار البوزيتروني (بّي إي تي) تقنية تصوير أخرى مساعدة للباحثين. بدلًا من استخدام الرنين المغناطيسي أو الأشعة السينية، تعتمد فحوصات التصوير المقطعي بالإصدار البوزيتروني على واسمات انبعاث البوزيترون المربوطة بواسم ذي صلة بيولوجيًا مثل الغلوكوز. كلما زاد نشاط الدماغ، زادت حاجة المنطقة إلى العناصر الغذائية، لذلك يظهر النشاط الأعلى أكثر سطوعًا على صورة الدماغ. أصبح استخدام التصوير المقطعي بالإصدار البوزيتروني أكثر شيوعًا لدى الباحثين لأن عمليات التصوير المقطعي بالإصدار البوزيتروني تتنشط بسبب عملية الاستقلاب في حين يتنشط التصوير بالرنين المغناطيسي على أساس فيزيولوجي أكثر (تنشيط السكر مقابل تنشيط الأكسجين).

### التحفيز المغناطيسي للدماغ
التحفيز المغناطيسي للدماغ (تي إم إس) هو في الأساس تحريض مغناطيسي مباشر للدماغ. نظرًا لارتباط التيارات الكهربائية والمجالات المغناطيسية ارتباطًا جوهريًا، يمكن التدخل في مواضع معينة من الدماغ وتحريضها على أداء عمل متوقع عبر تحفيز الدماغ بنبضات مغناطيسية. يحظى مجال الدراسة هذا حاليًا بقدر كبير من الاهتمام بسبب الفوائد المحتملة التي يمكن أن يؤمنها الفهم الأفضل لهذه التقنية. تعطي حركة الجزيئات المغناطيسية في الدماغ آمالًا لاستهداف الأدوية وتوصيلها، إذ أثبتت الدراسات أن هذا الإجراء غير غازٍ في فسيولوجيا الدماغ.

### التنبيه باستخدام تيار مباشر عبر القحف
يعد التنبيه باستخدام تيار مباشر عبر القحف (تي دي سي إس) شكلًا من أشكال التحفيز العصبي الذي يستخدم تيارًا ثابتًا ومنخفضًا يُطبق عبر أقطاب كهربائية موضوعة على فروة الرأس. ما تزال الآليات الكامنة وراء تأثيرات التنبيه باستخدام التيار المباشر غير مفهومة تمامًا، لكن التطورات الحديثة في التقنية العصبية التي سمحت بإجراء تقييم حي للنشاط الكهربائي للدماغ أثناء التنبيه باستخدام التيار المباشر تعد بفهم أفضل لهذه الآليات. أشارت الأبحاث حول استخدام التنبيه بالتيار المباشر على البالغين الأصحاء إلى أن هذه التقنية قد تزيد من الأداء المعرفي في مجموعة متنوعة من المهام، اعتمادًا على منطقة الدماغ التي تتنشط. استُخدم التنبيه بالتيار المباشر لتعزيز اللغة والقدرة الرياضية (على الرغم من اكتشاف أن أحد أشكال التنبيه بالتيار المباشر تعيق تعلم الرياضيات)، ومدى الانتباه وحل المشكلات والذاكرة والتنسيق.

### قياسات سطح الجمجمة
يعتبر تخطيط كهربية الدماغ (إي إي جي) طريقةً لقياس نشاط الموجات الدماغية قياسًا غير غازٍ. يوضع عدد من الأقطاب الكهربائية حول الرأس والفروة وتُقاس الإشارات الكهربائية. يُستخدم تخطيط كهربية الدماغ عادةً عند دراسة النوم، إذ توجد أنماط موجية مميزة مرتبطة بمراحل النوم المختلفة. تُستخدم مخططات كهربية الدماغ سريريًا لدراسة الصرع، بالإضافة إلى السكتة الدماغية ووجود ورم في الدماغ. يعد تخطيط كهربية الدماغ طريقة مختلفة لفهم الإشارات الكهربائية في الدماغ أثناء النشاط.
يعد تخطيط الدماغ المغناطيسي (إم إي جي) طريقة أخرى لقياس النشاط في الدماغ عن طريق قياس المجالات المغناطيسية التي تنشأ من التيارات الكهربائية في الدماغ. تتمثل فائدة استخدام تخطيط الدماغ المغناطيسي بدلًا من تخطيط كهربية الدماغ في أن هذه الحقول موضعية للغاية وتؤمن فهمًا أفضل لكيفية تفاعل مواقع معينة مع التحفيز وتكشف عن وجود فرط نشاط فيها (كما هو الحال في نوبات الصرع).